# The ArchAndroid
The ArchAndroid è l'album di debutto della cantante statunitense Janelle Monáe, pubblicato negli Stati Uniti il 18 maggio 2010 (a fine agosto in Italia) su etichetta Wondaland Arts Society e Bad Boy Records.
La produzione dell'album ha avuto luogo ai Wondaland Studios di Atlanta ed è stata principalmente gestita dalla Monáe con la collaborazione di Nate "Rocket" Wonder, e Chuck Lightning. L'album è costituito dalla seconda e terza suite della serie di concept inaugurata con Metropolis: Suite I (The Chase). Caratterizzato da elementi di afrofuturismo e fantascienza, The ArchAndroid continua il racconto immaginario dell'androide Cindi Mayweather, alter ego della Monáe, con tematiche che spaziano dall'amore, discriminazione, ricerca d'identità, e auto-realizzazione. Nel racconto, Cindy Mayweather è inviata indietro nel tempo per liberare i cittadini di Metropolis dal Great Divide, una società segreta che usa i viaggi nel tempo per sopprimere la libertà e l'amore.
L'album ha raggiunto negli Stati Uniti la posizione numero 17 nella classifica Billboard 200, con 21 000 copie vendute nella prima settimana dal debutto. Dalla sua pubblicazione, The ArchAndroid ha ricevuto ampi consensi dalla critica, acclamato per i temi coinvolti e l'ampio eclettismo musicale della Monáe.

## Influenze musicali
La Monáe ha dichiarato che le sue influenze musicali comprendono "tutte le cose che ama", come le colonne sonore dei film, tipo Missione Goldfinger, mescolate con album come Music of My Mind di Stevie Wonder e Ziggy Stardust di David Bowie, insieme a materiale sperimentale come l'album hip-hop Stankonia degli Outkast. Oltre alle varie influenze musicali, l'album trae ispirazione da opere di Hitchcock, Debussy e Philip K. Dick, oltre al già citato Metropolis di Fritz Lang
L'album è una miscela di diversi generi; funk, hip-hop, folk, elettropop, glam rock, jazz, rock e musica classica.

## Pubblicazione e promozione
L'album è stato pubblicato negli Stati Uniti il 18 maggio 2010 dalla Wondaland Art Society e dalla Bad Boy Records. Per la presentazione dell'album, la Monáe il 4 marzo 2010 ha allestito per la stampa e la critica una sessione d'ascolto al Rubin Museum of Art di New York. Un breve filmato pubblicitario, simile a un trailer cinematografico, uscito il 14 aprile attraverso YouTube, mostra una veduta aerea della futuristica città di Metropolis. La Monáe ha successivamente partecipato al tour di Erykah Badu Out My Mind, Just in Time Tour da maggio a giugno 2010. Il disco contiene alcuni singoli promozionali il primo dei quali, Tightrope è stato pubblicato l'11 febbraio 2010 negli Stati Uniti tramite sito web. Il videoclip della canzone è invece uscito il 31 marzo 2010. Ad esso è seguito Cold War, pubblicato il giorno seguente a Tighrope, ma uscito in Italia soltanto nell'agosto 2010. Janelle Monae si è esibita dal vivo con Tightrope in varie trasmissioni televisive americane: al Late Show with David Letterman il 18 maggio 2010, al The Ellen DeGeneres Show il 26 maggio, al Lopez Tonight il 27 maggio, al Last Call with Carson Daly il 28 maggio.

## Accoglienza
Dalla sua pubblicazione, The ArchAndroid ha ricevuto il plauso della maggior parte della critica.
Sul sito americano Metacritic, dove si assegna un punteggio normalizzato su base 100 in base a varie recensioni della critica, all'album è stato assegnato un punteggio di 91 punti, a indicazione di "plauso universale". Elencato dal sito come trentatreesimo miglior album mai recensito di tutti i tempi. Una delle pubblicazioni migliori del 2010, l'album ha riscosso consensi per il tema afrofuturistico di sfondo e per l'eclettismo musicale della Monáe.
Il giornalista di Allmusic Andy Kellman ha elogiato la creatività musicale della Monáe parlando di “un album stravagante di 70 minuti con più immaginazione, dettaglio concettuale e rivisitazioni stilistiche della maggior parte delle pietre miliari". Simon Vozick-Levinson dell'Entertainment Weekly ha scritto che “la maggior parte delle folli sperimentazioni di Janelle Monáe producono risultati spettacolari e intriganti".
Barry Walter dello Spin coglie elementi concettuali di espressionismo tedesco e afrofuturismo e ha affermato che “[la Monae] si è spinta così lontano dal soul per poi riavvicinarsene”
Greg Kot del Chicago Tribune ha lodato le “vivide immagini” dell'album definendolo “un audace e a tratti sconcertante affermazione”
Nick Butler dello Sputnikmusic, che assegna un punteggio di 4½ su 5, parla dell'album come “coraggioso, funky e terribilmente intelligente” e della Monae come “caleidoscopico prodigio il cui puro talento è pareggiato solamente dalla sua ambizione quasi psicotica”.
Genevieve Koski del The A.V. Club ha elogiato il sound non convenzionale e la “natura camaleontica” affermando che “l'inesauribile pavoneggiarsi e il singolare stile della Monáe vendono bene sia la teatralità dell'opera che le sonorità schizofreniche”.
Seth Colter Walls del Newsweek ha scritto che la voce della Monáe “può fare l'ipersalto dal registro sussurrato ai grintosi versi richiesti dal funk.
James Reed del The Boston Globe ha trovato la seconda suite dell'album meno avvincente della prima suite ma in definitiva cita l'opera come “uno degli album più emozionanti di quest'anno”.
Jon Pareles del The New York Times ha affermato che "la Monáe si distingue nella maggior parte delle sue metamorfosi e la sua pura ambizione è esilarante persino quando si spinge troppo lontano".
Jody Rosen del Rolling Stone ha espresso che “il carisma e l'energia della Monáe sono così esuberanti che l'accozzaglia [di generi] ha perfettamente senso”.
Benché abbia scritto che “la sua schizofrenia musicale potrebbe portarla a volte all'esagerazione”, Bill Frikics-Warren del Washington Post ha elogiato la “musica espansiva e di notevole spirito” e ha comparato la fusione di “novella fantascienza/fantasy con musica funk che varca i propri limiti”, al lavoro di George Clinton degli anni '70.
Margaret Wappler ha ammirato la “complessità” della direzione musicale della Monáe.
Matthew Perpetua del Pitchfork Media ha parlato dell'album in termini di “consistente come la musica mainstream, che unisce le possibilità tipiche dei concept-album di creare mondi immaginari alla sfera del pop innovativo come quello di Michael Jackson o di Prince dei primi tempi”.
Perpetua applaude i “balzi tra stili” e ha citato l'album The Love Below di André 3000 (2003) come “il suo antecedente più prossimo”, notando come “la Monáe e i suoi autori collaboratori... abbiano mostrato un analogo livello di sfrontata creatività ma con più focalizzazione e disciplina”.
Perpetua ha esaminato l'unione concettuale di fantascienza e afrofuturismo e l'attrazione di base dell'album, affermando:
(Matthew Perpetua)
Dan Vidal dell'URB ha assegnato all'album un voto di 5 stelle su 5, descrivendolo come “uno spettro di suoni, perfettamente assemblato ed arrangiato in un'opera (di debutto) magistralmente composta... un capolavoro che va oltre i generi [musicali]”.
Quentin B. Huff del PopMatters lo descrive come un “gran buffet di brani musicali, ben realizzato se non si scorge prontamente un certo ‘suono comune’ ai brani stessi, e soprattutto interpretato in modo sincero”
Jude Clarck di MusicOMH ha valutato l'album con 4½ stelle su 5 definendolo “un album profondamente curato, professionale tuttavia completamente e brillantemente per i ‘fuori di testa’... destinato senz'altro a prendere un posto tra i classici della sua era”.
Dando un punteggio di 9.1/10 sul Paste, Justin Jacobs ha paragonato l'album con il Songs in the Key of Life di Stevie Wonder (1976), riportando di “stupefacenti e sofisticate melodie che attraversano vari stili, ritmi e sentimenti, confezionate da un eclettico gruppo di personalità artistiche”.
Michael Cragg del The Guardian ha definito il suo “puro ambito musicale” come “affascinante”.
Comparandolo con l'album di Janet Jackson Rhythm Nation 1814 (1989), Brentin Mock del The Atlantic si è riferito a The ArchAndroid come un “album di funk ‘trattenuto’, forse a tratti un po' troppo impegnativo ed inaccessibile, ma non al punto da impedirmi di scuotere il sedere”, vedendolo come un album musicalmente progressive e affermando che “la Monáe ha dato alla pop music il suo primo ‘momento Toni Morrison’, dove la fantasia, il funk e gli antenati musicali creano un insieme in grado di offrire un'esperienza che eleva l'anima... Non si sa mai se s'intende analizzarla [la musica], se si vuole ballarla o rimanerne semplicemente rapiti. Deve molto a Parliament-Funkadelic come a Samuel R. Delany e Octavia E. Butler. La Monáe sta finalmente facendo ciò che molti artisti –specialmente di colore- non sono stati in grado di fare in anni, e ciò dà una spinta in avanti alla musica pop”.

## Tracce
1. Suite II Overture (Nathaniel Irvin III, Roman GianArthur Irvin, Charles Joseph II, Janelle Monáe Robinson) - 2:31
2. Dance or Die (feat. Saul Williams) (Irvin III, Joseph II, Robinson, Saul Williams) - 3:12
3. Faster (Irvin III, Joseph II, Robinson) - 3:19
4. Locked Inside (Irvin III, Robinson) - 4:16
5. Sir Greendown (Irvin III, Joseph II, Robinson) - 2:14
6. Cold War (Irvin III, Joseph II, Robinson) - 3:23
7. Tightrope (feat. Big Boi) (Irvin III, Joseph II, Antwan Patton, Robinson) - 4:22
8. Neon Gumbo (Robinson, Chuck Lightning) - 1:37
9. Oh, Maker (Irvin III, Joseph II, Robinson) - 3:46
10. Come Alive (War of the Roses) (Irvin III, Joseph II, Kellis Parker Jr., Robinson) - 3:22
11. Mushrooms & Roses (Irvin III, Joseph II, Robinson) - 5:42
12. Suite III Overture (Irvin III, Irvin, Joseph II, Robinson) - 1:41
13. Neon Valley Street (Irvin III, Joseph II, Robinson) - 4:11
14. Make the Bus (feat. of Montreal) (Kevin Barnes) - 3:19
15. Wondaland (Irvin III, Joseph II, Robinson) - 3:36
16. 57821 (feat. Deep Cotton) (Irvin III, Joseph II, Robinson) - 3:16
17. Say You'll Go (Irvin III, Irvin, Joseph II, Robinson) - 6:01
18. BabopbyeYa (Irvin III, Irvin, Joseph II, Robinson) - 8:47

## Classifica
| Classifica (2010)               | Posizione |
| ------------------------------- | --------- |
| Austrian Albums Chart           | 63        |
| Danish Albums Chart             | 15        |
| German Albums Chart             | 12        |
| Norwegian Albums Chart          | 22        |
| Irish Albums Chart              | 24        |
| Swiss Albums Chart              | 36        |
| Official Albums Chart           | 51        |
| US Billboard 200                | 17        |
| US Billboard R&B/Hip-Hop Albums | 4         |